# Fălticeni
Falticeni là một đô thị thuộc hạt Suceava, România. Dân số thời điểm năm 2002 là 29899 người.

## Lịch Sử
Tại một thị trấn ở Moldavia, phía đông bắc România, cộng đồng người Do Thái bắt đầu định cư từ năm 1772 đến 1774. Đến năm 1780, khi thị trấn chính thức được thành lập dưới tên Şoldăneşti, sau đó đổi thành Fălticeni, cộng đồng người Do Thái đã có tổ chức và phát triển, biến nơi này thành trung tâm thương mại quan trọng giữa Bukovina thuộc Áo và Moldavia. Vào năm 1781, chủ đất đã chấp thuận cho phép xây dựng một giáo đường theo kiểu nhà ở thông thường và cấp một khu đất để cộng đồng sử dụng làm nghĩa trang.